# Dick's Picks Volume 20
Dick's Picks Volume 20 je koncertní čtyřalbum americké rockové skupiny Grateful Dead, nahrané 25. září 1976 v Landover, Maryland a 28. září téhož roku v Syracuse, New York a vydané v roce 2001. Jedná se o dvacátou část série Dick's Picks.

## Seznam skladeb
| Disk 1 | Disk 1               | Disk 1                      | Disk 1 |
| Pořadí | Název                | Autor                       | Délka  |
| ------ | -------------------- | --------------------------- | ------ |
| 1.     | Bertha               | Robert Hunter, Jerry Garcia | 5:27   |
| 2.     | New Minglewood Blues | Noah Lewis                  | 4:49   |
| 3.     | Ramble on Rose       | Hunter, Garcia              | 7:11   |
| 4.     | Cassidy              | John Barlow, Bob Weir       | 4:43   |
| 5.     | Brown-Eyed Woman     | Hunter, Garcia              | 4:56   |
| 6.     | Mama Tried           | Merle Haggard               | 2:49   |
| 7.     | Peggy-O              | trad., arr. Grateful Dead   | 9:41   |
| 8.     | Loser                | Hunter, Garcia              | 8:18   |
| 9.     | Let It Grow          | Barlow, Weir                | 12:26  |
| 10.    | Sugaree              | Hunter, Garcia              | 11:01  |
| 11.    | Lazy Lightning       | Barlow, Weir                | 2:53   |
| 12.    | Supplication         | Barlow, Weir                | 4:37   |

| Disk 2 | Disk 2                                | Disk 2                                                 | Disk 2 |
| Pořadí | Název                                 | Autor                                                  | Délka  |
| ------ | ------------------------------------- | ------------------------------------------------------ | ------ |
| 1.     | Mississippi Half-Step Uptown Toodeloo | Hunter, Garcia                                         | 11:28  |
| 2.     | Dancing in the Street                 | Marvin Gaye, Ivy Jo Hunter, William "Mickey" Stevenson | 12:43  |
| 3.     | Cosmic Charlie                        | Hunter, Garcia                                         | 8:39   |
| 4.     | Scarlet Begonias                      | Hunter, Garcia                                         | 11:07  |
| 5.     | St. Stephen                           | Hunter, Garcia, Phil Lesh                              | 4:12   |
| 6.     | Not Fade Away                         | Buddy Holly, Norman Petty                              | 9:57   |
| 7.     | Drums                                 | Grateful Dead                                          | 3:34   |
| 8.     | Jam                                   | Grateful Dead                                          | 2:05   |
| 9.     | St. Stephen                           | Hunter, Garcia, Lesh                                   | 2:03   |
| 10.    | Sugar Magnolia                        | Hunter, Weir                                           | 9:40   |

| Disk 3 | Disk 3                          | Disk 3                      | Disk 3 |
| Pořadí | Název                           | Autor                       | Délka  |
| ------ | ------------------------------- | --------------------------- | ------ |
| 1.     | Cold Rain & Snow                | trad., arr. Grateful Dead   | 6:36   |
| 2.     | Big River                       | Johnny Cash                 | 5:55   |
| 3.     | Cassidy                         | Barlow, Weir                | 4:33   |
| 4.     | Tennessee Jed                   | Hunter, Garcia              | 8:37   |
| 5.     | New Minglewood Blues            | Lewis                       | 6:06   |
| 6.     | Candyman                        | Hunter, Garcia              | 7:25   |
| 7.     | It's All Over Now               | Bobby Womack                | 6:40   |
| 8.     | Friend of the Devil             | John Dawson, Hunter, Garcia | 8:44   |
| 9.     | Let It Grow                     | Barlow, Weir                | 11:41  |
| 10.    | Goin' Down the Road Feelin' Bad | trad., arr. Grateful Dead   | 9:14   |

| Disk 4 | Disk 4                | Disk 4                       | Disk 4 |
| Pořadí | Název                 | Autor                        | Délka  |
| ------ | --------------------- | ---------------------------- | ------ |
| 1.     | Playing in the Band   | Hunter, Hart, Weir           | 6:36   |
| 2.     | The Wheel             | Hunter, Garcia               | 7:07   |
| 3.     | Samson and Delilah    | trad., arr. Weir             | 8:01   |
| 4.     | Jam                   | Grateful Dead                | 5:40   |
| 5.     | Comes A Time          | Hunter, Garcia               | 7:50   |
| 6.     | Drums                 | Hart, Kreutzman              | 4:58   |
| 7.     | Eyes of the World     | Hunter, Garcia               | 8:39   |
| 8.     | Orange Tango Jam      | Grateful Dead                | 4:46   |
| 9.     | Dancing in the Street | Gaye, I.J. Hunter, Stevenson | 9:15   |
| 10.    | Playing in the Band   | Hunter, Hart, Weir           | 5:06   |
| 11.    | Johnny B. Goode       | Chuck Berry                  | 4:33   |

## Sestava
- Jerry Garcia – sólová kytara, zpěv
- Bob Weir – rytmická kytara, zpěv
- Phil Lesh – basová kytara, zpěv
- Donna Jean Godchaux – zpěv
- Keith Godchaux – piáno
- Mickey Hart – bicí
- Bill Kreutzmann – bicí